# 18787 Kathermann
18787 Kathermann è un asteroide della fascia principale. Scoperto nel 1999, presenta un'orbita caratterizzata da un semiasse maggiore pari a 2,4232505 UA e da un'eccentricità di 0,1982842, inclinata di 9,66212° rispetto all'eclittica.